# 中澤薫
中澤 薫（なかざわ かおる、2月24日 - ）は、日本の声優、舞台女優。東京都出身。以前は劇団新制作座、青二プロダクションに所属していた。

## 出演

### ドラマCD
- テイルズ オブ ファンタジア（マリア・アルベイン）

### ボイスオーバー
- ザ・ワイド

### 舞台
- 野盗風の中を走る（1967年、志乃）
- 日本の四季（1972年）
- 頼山陽（1974年、お淳）
- 民衆の中で民衆と共に（1977年）
- 嵐の中の男たち（1978年、お里）
- 頼山陽（1980年、お静）
- 泥かぶら（1982年、こずえ）
- 坂本龍馬（1985年、おとせ）
- フェスティバル（1996年）
- 万国旗を子供たちからうばわないで（1997年）